# Parafia św. Bartłomieja Apostoła w Jarnołtówku
Parafia Świętego Bartłomieja Apostoła w Jarnołtówku – parafia rzymskokatolicka, znajdująca się w diecezji opolskiej, w dekanacie Głuchołazy.